# 13274 Roygross
13274 Roygross è un asteroide della fascia principale. Scoperto nel 1998, presenta un'orbita caratterizzata da un semiasse maggiore pari a 2,4575265 au e da un'eccentricità di 0,0469995, inclinata di 7,60581° rispetto all'eclittica.
L'asteroide è dedicato allo studente statunitense Roy James Gross.